# تپه قلعه حسینی
تپه قلعه حسینی مربوط به سده ۳ تا ۶ ق است و در شهرستان درگز، ۲۰۰ متری جنوب روستای دربندی علیا واقع شده و این اثر در تاریخ ۲۲ مرداد ۱۳۸۴ با شمارهٔ ثبت ۱۳۳۰۹ به‌عنوان یکی از آثار ملی ایران به ثبت رسیده‌است.